# Кастелмари
Кастелмари (фр. Castelmary) насеље је и општина у јужној Француској у региону Миди Пирене, у департману Аверон која припада префектури Родез.
По подацима из 2011. године у општини је живело 132 становника, а густина насељености је износила 11,18 становника/km². Општина се простире на површини од 11,81 km². Налази се на средњој надморској висини од 400 метара (максималној 486 m, а минималној 240 m).

## Демографија
| 1962. | 1968. | 1975. | 1982. | 1990. | 1999. | 2011. |
| ----- | ----- | ----- | ----- | ----- | ----- | ----- |
| 158   | 203   | 187   | 190   | 147   | 114   | 132   |

График промене броја становника у току последњих година